# Невежин, Василий Иванович
Василий Иванович Невежин (род. 29 января 1951 года) — советский и российский тренер по лёгкой атлетике. Заслуженный тренер России (2009). Заслуженный работник физической культуры Российской Федерации (2009). Судья республиканской категории по лёгкой атлетике.

## Биография
Василий Иванович Невежин родился 29 января 1951 года.
Василий Иванович неоднократно становился победителем и призёром областного смотра-конкурса среди тренеров преподавателей. В 1997 году стал лауреатом III Всероссийского конкурса авторских программ дополнительного образования, а в 2009 году стал лауреатом премии лучших детских тренеров России. В 2012 году вошёл в список претендентов на размещение на «Электронной доске почёта Саратовской области».
В настоящее время работает старшим тренером-преподавателем отделения лёгкой атлетики МУ ДО «ДЮСШ Балашовского муниципального района».
Наиболее известными его воспитанниками являются:
- Наталья Попкова — пятикратная чемпионка России, двукратная чемпионка Европы среди молодежи 2009 года[6],
- Анастасия Жолобова — чемпионка России среди юниоров 2014 года, чемпионка России среди юниоров в помещении 2017 года[7]
- Юлия Кученева — чемпионка России по эстафетному бегу

## Награды и звания
- Знак «Отличник народного просвещения» (1994)[8].
- Благодарность Губернатора Саратовской области (2001)[9].
- Знак «Отличник физической культуры и спорта» (2003).
- Почётное звание «Заслуженный тренер России» (2009)[10].
- Почётное звание «Заслуженный работник физической культуры Российской Федерации» (2009)[11].